# Плосківська сільська рада (Третьяковський район)
Пло́сківська сільська рада (рос. Плосковский сельский совет) — сільське поселення у складі Третьяковського району Алтайського краю Росії.
Адміністративний центр — село Плоске.

## Населення
Населення — 698 осіб (2019; 805 в 2010, 910 у 2002).

## Склад
До складу сільської ради входять:
| Населений пункт     | Населення, осіб (2002) | Населення, осіб (2010) |
| ------------------- | ---------------------- | ---------------------- |
| Плоске, село        | 892                    | 794                    |
| Світла Зоря, селище | 18                     | 11                     |